# John und Mary
John und Mary (Originaltitel John and Mary)  ist ein US-amerikanisches Filmdrama von Peter Yates aus dem Jahr 1969. Das Drehbuch schrieb John Mortimer nach dem Roman von Mervyn Jones. Der Film spielt in New York, wo er auch gedreht wurde.

## Handlung
Der in New York lebende John arbeitet als Möbel-Designer. In der Künstlerkneipe „Maxwell’s Plum“ lernt er Mary kennen und die beiden gehen noch am gleichen Abend miteinander ins Bett. Am Tag danach sind sich beide unschlüssig, ob sie es bei dieser Nacht belassen oder eine Beziehung aufbauen sollen. In zahlreichen Rückblenden werden Szenen aus früheren Beziehungen von John und Mary gezeigt. Am Ende des Tages treffen sie sich wieder, lieben sich erneut und sagen einander erstmals ihre Namen.

## Musik
Der im Abspann ungenannte Schauspieler Jeff Bridges sang für den Filmsoundtrack seinen Song Lost In Space. Evie Sands nahm für den Soundtrack das Stück Maybe Tomorrow (Komposition: Quincy Jones; Text: Alan und Marilyn Bergman) auf.

## Kritiken
John und Mary erhielt ein verhaltenes Presseecho. So erfasst der US-amerikanische Aggregator Rotten Tomatoes mehrheitlich kritische Besprechungen und ordnet den Film dementsprechend als „Gammelig“ ein.
Die Filmzeitschrift Cinema fand, der Film sei so „geistreich und witzig, dass man sich unwillkürlich eine Fortsetzung herbeiwünscht“. Er komme „auf den ersten Blick sehr schlicht“ daher, biete jedoch „eine genaue Analyse der moralischen und sozialen Werte der ‚Swingin’ Sixties‘“.
Roger Ebert schrieb in der Chicago Sun-Times vom 23. Dezember 1969, der Film solle modern wirken, doch die beiden Hauptcharaktere sprächen eine Sprache, die nicht funktioniere. Kein Mensch, den Ebert je getroffen habe, habe sich so verhalten. Der Film mache keine Aussagen über reale Menschen. Hal Erickson kritisierte bei AllMovie, wurde der Film bei seinem Erscheinen noch als progressiv und bedeutsam begrüßt, sei er heute „so provokant wie eine Nachrichtensendung“. Auch Leonard Maltin war von dem Film nicht begeistert: „Harmlose, nicht überzeugende Nichtigkeit. Hoffman scheint durch den Film zu schlafwandeln – die Zuschauer schließen sich ihm an.“
Der Time Out Film Guide dagegen hielt den Film nach Bullitt für eine weitere gelungene Demonstration von Peter Yates’ Regiefähigkeiten. Variety sah den Film 1969 als kleine, einfache Geschichte, die mit Sex beginne und mit Liebe ende. Hoffman entwerfe eine Persönlichkeit, der man mehr Tiefe zutraue, als die Kamera erfassen könne. Farrow spiele die „attraktive, feminine und lebendige“ Mary so, dass der Zuschauer sich um sie Sorgen mache.

## Auszeichnungen
- Nominierung für Dustin Hoffman für den Golden Globe als bester Hauptdarsteller – Komödie oder Musical
- Nominierung für Mia Farrow für den Golden Globe als beste Hauptdarstellerin – Komödie oder Musical
- Nominierung für John Mortimer für den Golden Globe für das beste Filmdrehbuch
- BAFTA Award für Dustin Hoffman als bester Hauptdarsteller
- Nominierung für Mia Farrow für den BAFTA Award als beste Hauptdarstellerin
- Nominierung John Mortimer für den Writers Guild of America Award

## Belege und weiterführende Informationen
1. ↑  Vgl. Filming locations auf imdb.com, abgerufen am 29. Mai 2019.
2. 1 2  John und Mary. In: Rotten Tomatoes. Fandango, abgerufen am 27. Dezember 2024 (englisch, aggregiert aus 13 Kritiken).
3. 1 2  Hal Erickson: John und Mary (Memento vom 3. Juni 2021 im Internet Archive) bei AllMovie (englisch)
4. 1 2  John und Mary. In: cinema. Abgerufen am 6. Dezember 2024.
5. 1 2  Roger Ebert: John and Mary. In: Chicago Sun-Times, 23. Dezember 1969.
6. ↑  Leonard Maltin: Leonard Maltin’s Movie Guide. 2008, S. 710.
7. ↑  Vgl. Time Out Film Guide. 2008, S. 543.
8. ↑  Vgl. John and Mary. In: Variety, 1969.